# ميتشيل لشتنستين
ميتشيل لشتنستين (بالإنجليزية: Mitchell Lichtenstein)‏ هو كاتب وكاتب سيناريو ومخرج وممثل أمريكي، ولد في 10 مارس 1956 بكليفلاند في الولايات المتحدة.

## أعمال

### أفلام
- (2007) أسنان

## وصلات خارجية
- ميتشيل لشتنستين على موقع IMDb (الإنجليزية)
- ميتشيل لشتنستين على موقع ألو سيني (الفرنسية)
- ميتشيل لشتنستين على موقع أول موفي (الإنجليزية)
- ميتشيل لشتنستين على موقع قاعدة بيانات برودواي على الإنترنت (الإنجليزية)
- ميتشيل لشتنستين على موقع قاعدة بيانات الأفلام السويدية (السويدية)
- ميتشيل لشتنستين على موقع قاعدة بيانات الفيلم (الإنجليزية)
- ميتشيل لشتنستين على موقع كينوبويسك (الروسية)